# Liste der Naturdenkmale in Saarwellingen
Die Liste der Naturdenkmale in Saarwellingen nennt die auf dem Gebiet der Gemeinde Saarwellingen im Landkreis Saarlouis im Saarland gelegenen Naturdenkmale.

## Naturdenkmale
| Bild | Bezeichnung                      | Ort                                                                      | Beschreibung                                                                                                   | Art | Nr.        |
| ---- | -------------------------------- | ------------------------------------------------------------------------ | --- | --- | ---------- |
| BW   | 1 Eiche; genannt „Remy-Eiche“    | Saarwellingen Schwarzenholz 49° 19′ 33,5″ N, 6° 51′ 46,4″ O)             | 500 m südwestlich des Collner Berges, am Waldrand der Abt. 3, an der Straße Schwarzenholz-Sprengen. Gefällt.   |     | D 3.06.001 |
| BW   | 1 Eiche; genannt „Gericke-Eiche“ | Saarwellingen 49° 20′ 8,7″ N, 6° 49′ 5″ O)                               | Im Lachwald, 500 m östlich der Abzweigung der Abteilungsschneise 48/49 von der Straße Saarwellingen-Hülzweiler |     | D 3.06.002 |
| BW   | 1 Doppeleiche                    | Saarwellingen Reisbach 49° 22′ 52,8″ N, 6° 51′ 57,8″ O)                  | Abt. 77, 700 m östlich der Abzweigung nach Reisbach von der Straße Saarwellingen-Lebach                        |     | D 3.06.003 |
| BW   | 7 Eichen                         | Saarwellingen 49° 20′ 39″ N, 6° 50′ 7,5″ O)                              | entlang der Straße Saarwellingen-Schwarzenholz, ca. 200 m westlich der Hausermühle                             |     | D 3.06.004 |
| BW   | 1 Eiche                          | Saarwellingen 49° 22′ 2,6″ N, 6° 49′ 55″ O)                              | an der Straße Saarwellingen-Lebach, am Südrand des Gemeindewaldes Abt. 6                                       |     | D 3.06.005 |
| BW   | 1 Buche                          | Saarwellingen 49° 20′ 35,5″ N, 6° 50′ 35,6″ O)                           | an der Südspitze des Staatswaldes Abt. 58, am Waldeingang vor der Hausermühle. Gefällt.                        |     | D 3.06.006 |
| BW   | 29 Maulbeerbäume                 | Saarwellingen Reisbach 49° 21′ 47,3″ N, 6° 52′ 58,1″ O)                  | an der Südseite des Friedhofes                                                                                 |     | D 3.06.007 |
| BW   | Blassrot                         | Saarwellingen Reisbach Gemarkung Labach 49° 20′ 59,6″ N, 6° 51′ 47,2″ O) | Sicherung und Erhaltung seltener Pflanzenarten. Fläche ca. 1,5 ha.                                             |     | D 3.06.008 |

## Belege
1. ↑  
Verzeichnis der berichtigten und neugeordneten Naturdenkmale (D) im Landkreis Saarlouis. (PDF; 40 kB) In: Amtsblatt des Saarlandes vom 29. September 1993. Der Landrat in Saarlouis - Untere Naturschutzbehörde -, abgerufen am 29. Juni 2016.
2. 1 2 3  
Saarwellingen. auf: www.naturschutzdaten.saarland.de. Landesamt für Umwelt- und Arbeitsschutz, abgerufen am 12. September 2017.
3. ↑  
Verordnung über das Naturdenkmal „Blassrot“ in der Gemeinde Saarwellingen, Gemeindebezirk Reisbach. Vom 2. November 1993. (PDF) In: Amtsblatt des Saarlandes vom 19. November 1993. Der Landrat in Saarlouis - Untere Naturschutzbehörde -, 19. November 1993, abgerufen am 12. September 2017.

- Karte mit allen Koordinaten:
- OSM |
- WikiMap